# Poglavlje VIII Povelje Ujedinjenih naroda
Poglavlje VIII Povelje Ujedinjenih naroda bavi se regionalnim aranžmanima. Ovlašćuje regionalne organizacije (kao što je Afrička unija) i čak zahtijeva pokušaje rješavanja sporova putem takvih agencija (ako su dostupne) prije intervencije Vijeća sigurnosti UN-a . Međutim, članak 53. propisuje da se "nikakva prisilna radnja ne može poduzeti prema regionalnim aranžmanima ili od strane regionalnih agencija bez odobrenja Vijeća sigurnosti."
Poglavlje VIII spominje neprijateljske države, a to su bile sile poput Japana i Njemačke koje su ostale neprijatelji potpisnica UN-a u vrijeme proglašenja Povelje UN-a (u zadnjim mjesecima Drugog svjetskog rata sredinom 1945.). Bilo je prijedloga da se te reference uklone, ali ništa nije urodilo plodom. Poglavlje VIII analogno je članku 21. Pakta Lige naroda, koji propisuje: "Ništa u ovom Paktu neće se smatrati da utječe na valjanost međunarodnih obveza, kao što su ugovori o arbitraži ili regionalni sporazumi poput Monroeove doktrine, za osiguranje održavanje mira."